# Sudbury (Suffolk)
Sudbury es una pequeña y antigua ciudad comercial en el condado de Suffolk (Anglia del Este), Inglaterra, sobre el río Stour, a 15 millas de Colchester y a 60 de Londres.

## Historia

### Inicios
La historia de Sudbury se remonta a la era de los sajones. La primera mención a la ciudad es en 799, cuando Aelfhun (Obispo de Dunwich) murió en esta localidad. La Crónica Anglosajona alude a la ciudad como Suthberie ("south-borough": "pueblo-del-sur" o "al-sur-de-Bury"), probablemente en relación con Bury St Edmunds, el principal pueblo comercial de la región (y conocido simplemente como "Bury"), y también para distinguirla de Norwich, al norte. La localidad también es mencionada en el Libro Domesday de 1086, como ciudad mercantil donde las gentes del lugar venían a canjear sus bienes por otros.
Sudbury fue una de las primeras ciudades en las que Eduardo III estableció a los flamencos, lo que llevó a prosperar a las industrias textiles y de seda siglos durante la Baja Edad Media. Así como la principal ciudad en el área, Sudbury también prosperó y se construyó gran cantidad de grandes casas e iglesias, dando a la ciudad un mayor legado histórico. El Woolsack en la Cámara de los Lores se rellenaba originalmente con lana de la región de Sudbury, un signo de tanto la importancia de la industria lanera como de la riqueza de los donantes.
Un ciudadano de Sudbury, el Arzobispo Simon Sudbury, mostró que ni incluso la Torre de Londres garantizaba seguridad. El 14 de junio de 1381 los guardias abrieron las puertas de la Torre y permitieron la entrada a los campesinos sublevados. Sudbury, inventor del impuesto de capitación, fue arrastrado a la Colina de la Torre y decapitado. Su cuerpo fue enterrado posteriormente en la catedral de Canterbury, pero su calavera se guarda en la Iglesia de San Gregorio con San Pedro, una de las tres iglesias medievales en Sudbury.

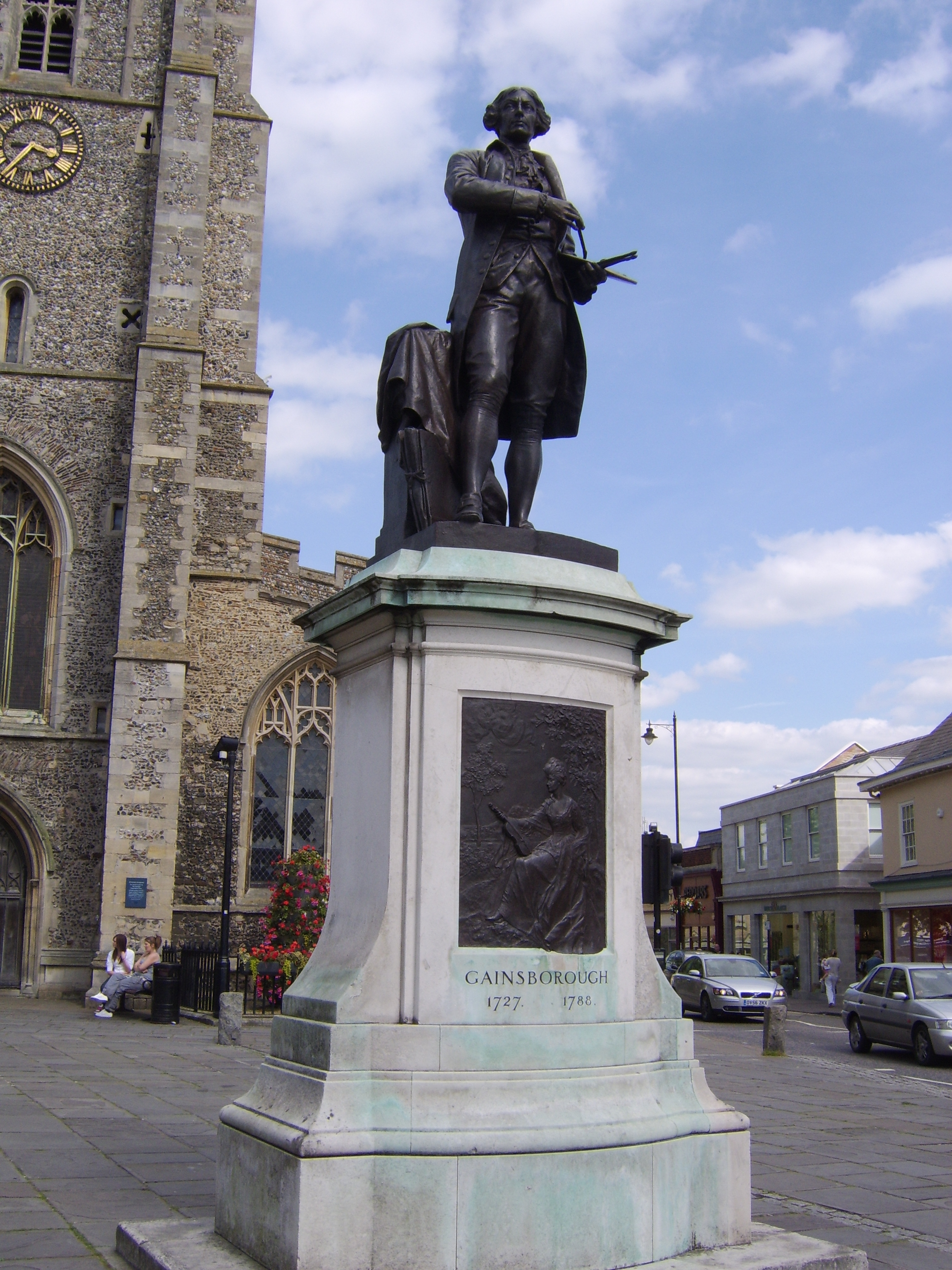
Estatua de Thomas Gainsborough en Market Hill

Durante el siglo XVIII Sudbury se hizo famosa por sus artistas locales. John Constable pintó en la región, especialmente el río Stour. El pintor Thomas Gainsborough nació en Sudbury en 1727 y se educó en la Escuela de Gramática de Sudbury. Su lugar de nacimiento, ahora llamado Casa Gainsborough, es actualmente un museo a su obra y está abierto al público. Alberga muchos cuadros de valor y algunas de las posesiones de su familia. Se descubrió una estatua de Gainsborough en el centro de la ciudad junto a la Iglesia de San Pedro en la Colina del Mercado en 1913.
Del siglo XVI al XVIII la pujante industria no fue tan beneficiosa constantemente y Sudbury experimentó periodos de prosperidad variante. Mediante la Corte del Municipio, el alcalde y la corporación dirigieron los asuntos de la ciudad. Se construyó una Casa de Corrección (1624) para ladrones, vagabundos y mendigos robustos y se intentó financiar la reconstrucción del puente de Ballingdon, que desapareció durante una tormenta el 4 de septiembre de 1594. Entre las compañías de teatro que pagaron para visitar Sudbury se encontraban Lord Strange's Men (1592) y King's Men (1610). Infracciones menores, como no ir a la iglesia, eran castigados con multas, para peores delincuentes había cepos o palizas. Durante la Guerra Civil Inglesa se creó una banda de 12 fuertes vigilantes como prevención frente a los enemigos de la ciudad, presuntamente ser realistas, quemándola.
Sudbury y los alrededores, como gran parte de East Anglia, era muy importante para el sentimiento purtiano durante gran parte del siglo XVII. Sudbury se encontraba entre las ciudades llamadas notorios nidos de avispas de desacuerdo. Durante la década de 1630, muchas familias marcharon a la Colonia de la Bahía de Massachusetts como parte de la ola de emigración que sucedió durante la Gran Migración.
En el siglo XVIII las tasas impuestas para ser un hombre libre, con derecho a voto, eran exorbitantes y en el municipio de Sudbury, junto con 177 otras ciudades inglesas, fueron reformadas por una Acta de Reforma Municipal (1835). Durante el siglo XVIII Sudbury se hizo famosa por sus artistas locales. John Constable pintó en la zona, especialmente el río Stour. El pintor Thomas Gainsborough nació en Sudbury en 1727 y fue educado en la Escuela de Gramática de Sudbury. Su lugar de nacimiento, ahora llamado Casa Gainsborough, es actualmente un museo dedicado a su obra y está abierto al público. Alberga muchos cuadros valiosos y algunas de las posesiones de su familia. Se erigió una estatua de Gainsborough en el centro de la ciudad junto a la iglesia de San Pedro en Market Hill en 1913.

### Desde los tiempos victorianos hasta la fecha actual
El Acta de Reforma de 1832 consideró los pueblos de Ballingdon y Brundon añadidos a la ciudad. En las elecciones generales del Reino Unido de 1841 Sudbury se convirtió en el primer lugar del Reino Unido en elegir un miembro de una minoría étnica al parlamento, obteniendo el escaño David Dye Sombre, el hijo de una reina de la India. Sin embargo, no se le permitió tomar su puesto en el Parlamento, ya que se le declaró posteriormente enfermo.
El ferrocarril llegó a Sudbury en 1847, cuando se construyó la estación ferroviaria de Sudbury en el Valle Ferroviario Stour. La ciudad se escapó del Beeching Axe de la década de 1960 y mantuvo su conexión ferroviaria con Londres, aunque se convirtió en el término de la Línea Gainsborough, y muchos pueblos más allá del río perdieron sus estaciones de tren. Los enlaces ferroviarios con las ciudades importantes de la zona se están mejorando. El que fuera una vez un puerto fluvial concurrido e importante, el último edificio industrial en el río en Sudbury se ha convertido en el Teatro Quay, que ha ganado popularidad y apoyos económicos en los últimos tiempos. No obstante, el río ya no está sujeto a la ordenanza local del 9 de noviembre de 1893, cuando el ayuntamiento de la ciudad decidió prohibir el baño en el río después de las 8 a. m., excepto en Dobs Hole, donde se construyeron pantallas.
Durante la Segunda Guerra Mundial un escuadrón norteamericano de los bombarderos B-24 Liberator del Escuadrón 834º (H), Grupo Bombardero 486º (H), 8ª Fuerza Aérea tuvo su base en RAF Sudbury. Este escuadrón llevó a cabo muchos bombardeos importantes y misiones fotográficas durante la guerra, pero quizás se le conzoca mejor como el "Zodiac Squadron" (Escuadrón del Zodiaco), ya que los bombarderos estaban decorados con imágenes a color de los doce signos del zodiaco pintados por un artista profesional llamado Phil Brinkman, quien fue aceptado en el escuadrón por su comandante, el Capitán Howell, específicamente con el objetivo de pintarlos.

La Sudbury Society (Sociedad de Sudbury) se formó en 1973 tras una exitosa campaña para salvar la Bolsa de Grano de la ciudad de los promotores. Sin embargo, al proteger su antiguo centro la ciudad no ha se ha aislado del desarrollo moderno. Como la ciudad se ha extendido (hasta una población en 2004 de 22.300), ha aumentado las explotaciones industriales en sitios cercanos al centro y hacia su límite al este con Chilton. Las casas de los siglos XVIII y XIX cerca del centro de la ciudad han aumentado por el desarrollo.

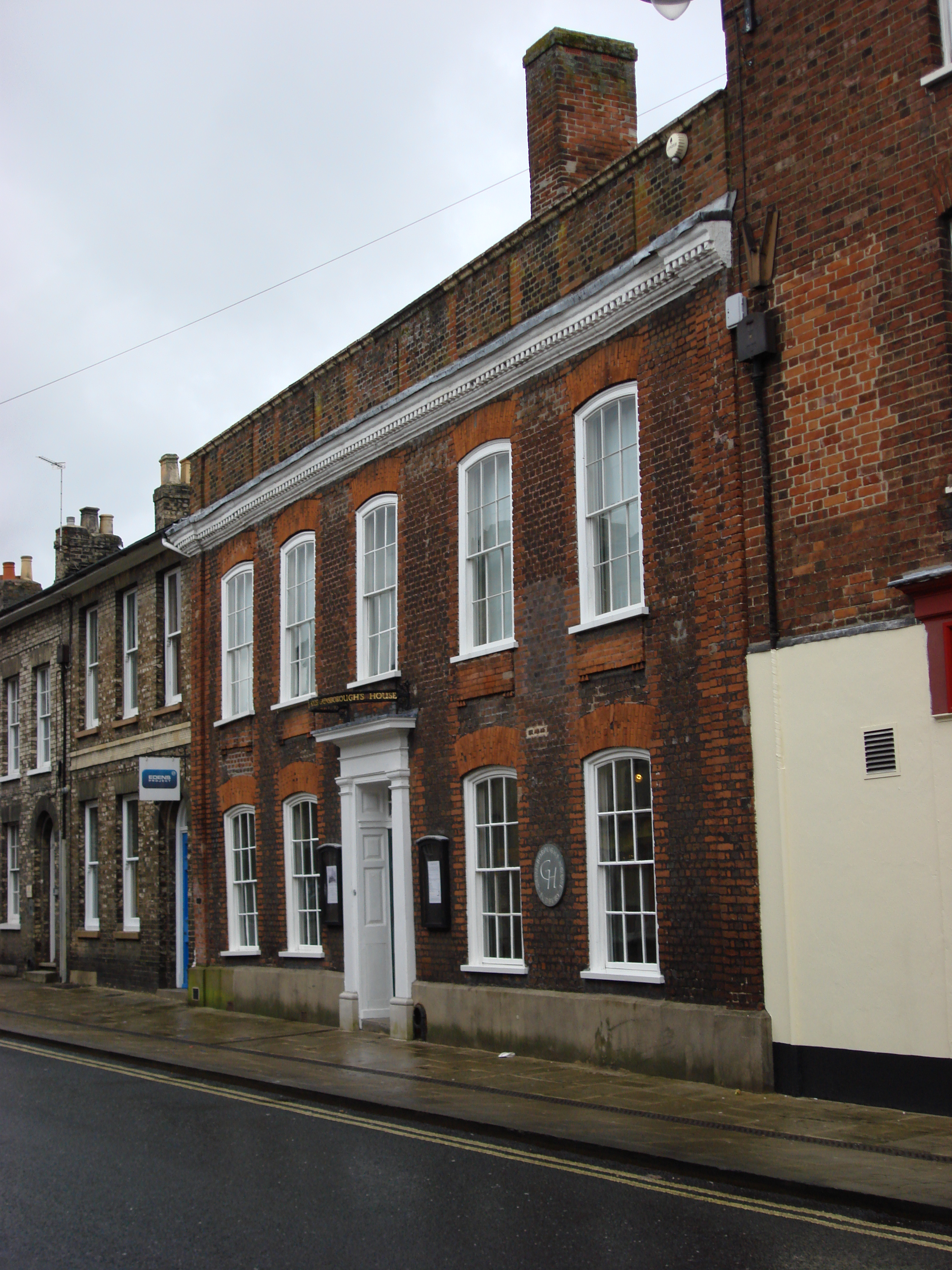
Casa de Thomas Gainsborough

## Gobierno
Sudbury fue un municipio hasta la reorganización del gobierno local de 1974. Desde entonces es una parroquia civil. Siendo un área urbana, el concejo de la parroquia y su portavoz son conocidos como el ayuntamiento y alcalde respectivamente. La parroquia forma parte de Babergh, un distrito englobado por el ayuntamiento de Suffolk.
Desde 1559 hasta 1844 la circunscripción electoral parlamentaria de Sudbury elegía dos miembros del Parlamento, antes de que fuera privada del derecho al voto por corrupción. Muchos expertos creen que las elecciones de Sudbury de 1835, de las que Charles Dickens informó al Morning Chronicle, fueron la inspiración para la famosa elección de Eatanswill en su novela Pickwick Papers. Una circunscripción condal del mismo nombre fue establecida por la Redistribución del Acta de Escaños de 1885 para las elecciones generales de 1885, eligiendo un miembro del Parlamento por el sistema de voto de escrutinio uninominal mayoritario. Fue abolida por las elecciones generales de 1950, cuando fue fusionada con la circunscripción de Woodbridge para formar Sudbury y Woodbridge. En 1983 fue disuelta, y Sudbury formó parte de la nueva circunscripción de Suffolk del Sur. Desde la formación de Suffolk del Sur, ha sido representada por el conservador Tim Yeo.

## Geografía
| Noroeste: Borley     | Norte: Long Melford | Nordeste: Great Waldingfield |
|                      |                     | Este: Chilton                |
| Suroeste: Bulmer Tye | Sur: Middleton      | Sureste: Great Cornard       |

## Deportes
El principal club de fútbol de la ciudad es el A.F.C. Sudbury, creado el 1 de junio de 1999 por la unión de dos clubs: Sudbury Town (fundado en 1885) y Sudbury Wanderers (fundado en 1958). Han sido finalistas en tres ocasiones de la FA Vase, y actualmente son miembros de la Southern League Division One Midlands.
El club local de rugby Sudbury R.F.C. ha llegó en tiempos a cuarta división del rugby inglés, pero actualmente están en la London 3 North East. El cambo del club en encuentra en el pueblo limítrofe Great Cornard. El club de deporte más antiguo de la ciudad es el Club de Críquet Sudbury, fundado en 1787.

## Relaciones internacionales
La ciudad canadiense de Greater Sudbury, en Ontario (antiguamente conocida como Sudbury) debe su nombre a Sudbury, en Suffolk. El entonces oficial del Canadian Pacific Railway, que jugó un importante papel en la fundación de la ciudad canadiense, se casó con una mujer que había nacido en Sudbury (en Suffolk) y eligió el nombre en honor a ella.

### Ciudades hermanadas
Sudbury está hermanada con las siguientes ciudades:
- Höxter, Alemania
- Clermont, Francia.
- Fredensborg, Dinamarca

## Escuelas
Como el resto de Suffolk, Sudbury posee un sistema de escolarización trietápico. La única escuela superior es la Sudbury Upper. Hay dos escuelas medias, All Saints y Uplands, y varias escuelas primari, incluyendo Wells Hall Tudor Road, San Gregorio y Escuela Primaria Woodhall.